# Albert Brooks
Albert Brooks, født som Albert Lawrence Einstein 22 juli 1947 i Beverly Hills, Los Angeles, Californien, er en amerikansk skuespiller og filminstruktør. Brooks medvirkede i Saturday Night Live under 1970'erne. Hans fødenavn var Albert Einstein men skiftede efternavn da han startede sin karriere. Albert har gæstet The Simpsons adskillige gange som forskellige en-gangs karakterer men han har også spillet egne tilbagevendende karakter som Hank Scorpio, Jacques Brunswick, Cowboy Bob, Brad Goodman og Tab Spangler.
Han blev Oscarsnomineret for bedste mandlige birolle i Broadcast News (1987).